# Львувек
Львувек (пол. Lwówek, нім. Neustadt bei Pinne) — місто в західній Польщі.

## Демографія
Демографічна структура станом на 31 березня 2011 року:
|          | Загалом | Допрацездатний вік | Працездатний вік | Постпрацездатний вік |
| -------- | ------- | ------------------ | ---------------- | -------------------- |
| Чоловіки | 1461    | 333                | 983              | 145                  |
| Жінки    | 1571    | 290                | 922              | 359                  |
| Разом    | 3032    | 623                | 1905             | 504                  |